# Sedlec (Karlovy Vary)
Sedlec (německy Zettlitz, Zedtlitz) je místní část krajského a statutárního města Karlovy Vary ve stejnojmenném okrese v Karlovarském kraji. Leží na severním okraji Karlových Varů a rozkládá se na bezejmenném návrší, které je obklopeno desítkami rybníků a močálů. Byly vybudovány jako umělá vodní díla (např. v okolí přemilovické tvrze) nebo vznikaly živelně jako pozůstatek důlní činnosti po zatopení lomů a propadlin v místech hlubinné těžby. Podle mapy z roku 1842 vymezovaly katastrální území Sedlce na severu Ledové jámy, na východě Šibeniční role a na jihu Jáma a karlovarské sídliště Růžový vrch. Sedlec leží v katastrálním území Sedlec u Karlových Var o rozloze 2,13 km².

## Název
Název Sedlec souvisí se jménem slovanského kmene Sedličanů, který byl nejstarším slovanským obyvatelstvem Karlovarska.

## Historie
Tento kmen si udržel na území Sedlecka (později Loketska) nezávislost až do příchodu Přemyslovců.[zdroj⁠?!] Sedlec je poprvé zmiňován v souvislosti se vznikem pražského biskupství roku 973, ale až s dodatečným určením rozsahu diecéze listinou císaře Jindřicha IV. z roku 1086. V 11. a 12. století bylo sedlecké hradiště přemyslovským správním centrem, v historických pramenech označovaným jako „provincia sedlensis“. Sedleckem byl tento kraj zván až do první třetiny 13. století, poslední doklad toho máme z roku 1226. Pak byla správa oblasti přenesena na nově vystavený hrad Loket. Původní sedlecké hradiště zaniklo a jeho poloha je neznámá. Hypoteticky je možné, že kostel svaté Anny je pokračovatelem starší tradice. Sedleckou církevní oblast roku 1240 předal král Václav I. řádu křižovníků s červenou hvězdou, který později vykonával správu i v gotických Karlových Varech.

## Přírodní poměry
S těžbou kaolinu v Sedlci jsou spojováni od roku 1740 Jakob Lorenz a Anton Pfeiffer. Odhalili tím obci zdroj bohatství na dlouhá léta. Ačkoliv byl poprvé sedlecký kaolin použit k výrobě porcelánu v Klášterci 18. dubna roku 1793, trvalo sto let, než obec povolila těžbu ve velkém. Oficiálně to bylo 6. listopadu 1891, kdy Sedlec udělil poprvé právo těžit kaolin. Nejprve dobývali místní kaolin rumpálem, na konci 19. století už těžily čtyři doly ročně 1 500 tun kaolinu. Vznik 64 porcelánek v Čechách odstartoval bílou horečku. V roce 1914 se těžilo již 30 000 tun kaolinu ročně.
Když roku 1810 dostal Franz Mohs z Vídně za úkol zmapovat ložiska kaolinu, spočítal kolem Sedlce jednadvacet kopců s prvotřídní hlínou. Sedlecký kaolin byl pro svou kvalitu vyhlášen roku 1892 za světový standard pod označením Sedlec 1a, podle kterého se určuje jakost suroviny. Tuto normu potvrdili znovu v Kodani roku 1924. Na jednu tunu čistého kaolinu je ale třeba vytěžit čtyři tuny bílé hlíny. V okolí Sedlce je sice těžba již minulostí, ale směrem na Čankov jsou stále v zemi ložiska kaolinu i hnědého uhlí a ne všechny zásoby byly odepsány.

## Obyvatelstvo
Při sčítání lidu v roce 1921 ve vsi žilo 805 obyvatel (z toho 396 mužů), z nichž bylo devět Čechoslováků, 791 Němců a pět cizinců. Kromě jedenácti evangelíků se hlásili k římskokatolické církvi. Podle sčítání lidu z roku 1930 měla vesnice 976 obyvatel: 29 Čechoslováků, 935 Němců, jednoho Žida a jedenáct cizinců. Kromě římskokatolické většiny (910 osob) ve vsi žilo také osmnáct evangelíků, devět členů církve československé, jeden žid, jeden příslušník nezjišťovaných církví a 37 lidí bez vyznání.
| Rok            | 1869 | 1880 | 1890 | 1900 | 1910 | 1921 | 1930 | 1950 | 1961 | 1970 | 1980 | 1991 | 2001 | 2011 | 2021 |
| -------------- | ---- | ---- | ---- | ---- | ---- | ---- | ---- | ---- | ---- | ---- | ---- | ---- | ---- | ---- | ---- |
| Počet obyvatel | 357  | 473  | 610  | 780  | 863  | 805  | 976  | 553  | 522  | 579  | 549  | 473  | 478  | 560  | 570  |
| Počet domů     | 35   | 46   | 53   | 59   | 63   | 67   | 83   | 91   | 101  | 68   | 75   | 81   | 86   | 115  | 129  |

## Obecní správa
Při sčítání lidu v letech 1869–1974 Sedlec byla samostatnou obcí, se kterým patřila nejprve do okresu Karlovy Vary, ale v roce 1950 v okrese Karlovy Vary-okolí a v letech 1961–1974 znovu v okrese Karlovy Vary. Od 1. ledna 1975 je částí statutárního města Karlovy Vary ve stejnojmenném okrese.

## Pamětihodnosti
- Kostel svaté Anny
- Zámek Sedlec (dříve sídlo vlastníků kaolinových dolů, později KSNP, n. p.)
- Mariánský sloup
- Na severozápadním okraji Sedlce stávala přemilovická stará tvrz. Dochovalo se po ní okrouhlé tvrziště obklopené příkopem a valem.[9]
- V okolí vesnice stávalo raně středověké hradiště Sedlec. Jeho přesná poloha není známá.[10]
- Bývalý poplužní dvůr Přemilovice s novou tvrzí
- Památník obětem první světové války
- Zbořená pseudogotická hřbitovní kaple